# First Quantum Minerals
First Quantum Minerals Ltd. ist ein kanadisches Bergbau-Unternehmen mit Sitz in Vancouver.

## Aktivitäten
Gegenstand der Unternehmung ist die Erkundung und der Abbau von Erzen in Afrika, Europa, der Türkei, Australien und Lateinamerika.
Die wesentlichen Produkte sind Kupfer, Gold und Nickel.
Das Unternehmen betreibt momentan sieben Bergwerke:
- Kansanshi, Sambia (80 % Anteil) – Hauptprodukt Kupfer, Nebenprodukt Gold, produziert seit 2005[4]
- Guelb Mohgrein Mauretanien (100 % Anteil) – Hauptprodukt Kupfer, Nebenprodukt Gold, produziert seit 2006[5]
- Ravensthorpe, Australien, diese Nickelmine nahm 2020 nach mehrjährigem Unterbruch die Produktion wieder auf
- Sentinel, Sambia – Kupfermine, produziert seit 2016
- Las Cruces, Spanien (100 % Anteil)
- Çayeli, Türkei (100 % Anteil)
- Cobre Panama, Panama (90 % Anteil), produziert Kupfer, Gold, Silber und Molybdän seit Juni 2019. Ist die bedeutendste neueröffnete Kupfermine der Welt seit 2010, welche mit einem Aufwand von 6,2 Mia. USD erschlossen wurde.

Die Aufnahme der Produktion bei Kolwezi (65 %, DR Kongo. Hauptprodukt Kupfer, Nebenprodukt Kobalt, Verarbeitung von Abraum) war zwar für 2010 geplant, jedoch verlor First Quantum nach einem politischen Streit mit der kongolesischen Regierung 2009 die Lizenz. Das Kupferbergwerk Lonshi in der DR Kongo war 2008 ausgeerzt.
Darüber hinaus hält First Quantum Minerals Beteiligungen:
- 16,9 % an den Mopani Copper Mines (Sambia), die ein Kupferbergwerk mit Kupferhütte betreiben.
- Pebble Mine, eine bedeutende Lagerstätte von Kupfer- und Golderz in Alaska, wobei eine Beteiligung an der  Pebble Limited Partnership noch aussteht.

Es bestehen auch Explorationsprojekte:
- Taca Taca, ein Kupferprojekt in Argentinien seit Kauf der Firma Lumina Copper in 2014
- Haquira, eine Kupferlagerstätte im Süden Perus seit Kauf der Firma Antares Minerals in 2010

## Geschichte
Das Unternehmen wurde 1996 gegründet. 2006 wurde Adastra Minerals, 2008 Scandinavian Minerals und 2013 die Inmet Mining Corp. erworben.

## Aktie
Die Aktie von First Quantum Minerals wird an der Torontoer Börse in Kanada (Symbol „FM“) gehandelt. In Kanada ist die Aktie Teil des wichtigsten Aktienleitindexes S&P/TSX 60.